# Тромбки-Вельке (гмина)
Тромбки-Вельке (пол. Trąbki Wielkie) — сельская гмина (волость) в Польше, входит как административная единица в Гданьский повет, Поморское воеводство. Население — 9392 человека (на 2004 год).

## Демография
| Перепись                       | Всего   | Всего | Женщины | Женщины | Мужчины | Мужчины |
| ------------------------------ | ------- | ----- | ------- | ------- | ------- | ------- |
| Единицы                        | человек | %     | человек | %       | человек | %       |
| Население                      | 9392    | 100   | 4671    | 49,7    | 4721    | 50,3    |
| Плотность населения (чел./км²) | 57,8    | 57,8  | 28,7    | 28,7    | 29      | 29      |

## Соседние гмины
1. Гмина Кольбуды
2. Гмина Прущ-Гданьски
3. Гмина Пшивидз
4. Гмина Пщулки
5. Гмина Скаршевы
6. Гмина Тчев